# Acalypha erecta
Acalypha erecta là một loài thực vật có hoa trong họ Đại kích. Loài này được Paul G.Wilson mô tả khoa học đầu tiên năm 1958.